# Аеродром Краков
Међународни аеродром Јован Павле II Краков-Балице (пољ. Międzynarodowy Port Lotniczy im. Jana Pawła II Kraków-Balice) се налази у селу Балице, 11 km западно од Кракова, у јужној Пољској. Аеродром има два терминала.
Аеродром је добио име по папи Јовану Павлу II. То је други најпрометнији аеродром у земљи по броју путника који се годишње опслужују, после аеродрома Шопен у Варшави. 2024. опслужио је преко 11 милиона путника.

## Историја
Аеродром Краков је отворен за путнички саобраћај 1964. године.
Аеродром Краков је други највећи аеродром Пољској, после аеродрома Варшава, и највећи је регионални аеродром у Пољској. Око 8 милиона Пољака живи у кругу од 100 km од аеродрома.
Године 1995. име аеродрома је промењено са „Аеродром Краков-Балице“ у „Аеродром Јован Павле II Краков-Балице“, по имену папе Јована Павла II који је некада живео у Кракову.
Године 2003, Ирска нискотарифна авио-компанија Рајанер је била заинтересована да почне са коришћењем аеродрома, али аеродромски оператори нису хтели да смање аеродромске таксе. Због тога је одлучено да се изгради нови аеродром близу тренутног, и да користи инфраструктуру ваздухопловне базе коју је користио и Аеродром Краков. На крају је направљен договор, и тренутни аеродром је отворен за Рајанер и друге нискотарифне авио-компаније као што су Скај Јуроп, Џерманвингс, Изиџет и Сентралвингс.

## Објекти

### Терминал
Радови на изградњи новог аеродромског терминала почели су 11. априла 2013. Терминал се налазио поред постојеће старе зграде терминала. Радови на новом терминалу завршени су у децембру 2016. Терминал опслужује током целе године, 24 сата дневно, како домаће тако и међународне летове. Очекивани максимални капацитет терминала је до 8 милиона путника годишње (више од двоструко више него што је аеродром опслуживао 2012.). Такође је могуће опслуживати трансферне путнике без обзира на руте (шенгенске/нешенгенске дестинације). Терминал има нови систем за руковање пртљагом и наткривени пешачки мост који повезује терминал са хотелом, паркингом на више нивоа и железничком станицом, са директном железничком везом.

### Писта
Аеродром има једну бетонску писту, број 07/25, димензија 2.550 м × 60 м

## Авио-компаније и одредишта
Следеће авио-компаније обављају редовне и чартер летове на аеродрому у Кракову:
| Airlines                      | Destinations |
| ----------------------------- | --- |
| Aegean Airlines               | Athens |
| airBaltic                     | Vilnius |
| Air Arabia                    | Sharjah |
| Air Dolomiti                  | Munich |
| Air France                    | Paris–Charles de Gaulle |
| Air Serbia                    | Belgrade |
| Austrian Airlines             | Vienna |
| British Airways               | London–Heathrow |
| Brussels Airlines             | Brussels |
| Buzz                          | Seasonal charter: Antalya, Burgas, Palma de Mallorca, Tirana, Varna, Zakynthos |
| easyJet                       | Amsterdam, Basel/Mulhouse, Belfast–International, Bristol, Edinburgh, Geneva (begins 4 September 2025), London–Gatwick, London–Luton, Manchester, Paris–Charles de Gaulle Seasonal: Birmingham |
| Enter Air                     | Seasonal charter: Antalya, Corfu, Heraklion, Marsa Alam |
| Eurowings                     | Düsseldorf Seasonal: Stuttgart |
| FlyLili                       | Seasonal charter: Tel Aviv |
| Finnair                       | Helsinki |
| flydubai                      | Dubai–International |
| Flynas                        | Seasonal: Riyadh (begins 27 June 2025) |
| FLYYO                         | Seasonal charter: Tel Aviv |
| Freebird Airlines             | Seasonal charter: Antalya |
| Jazeera Airways               | Seasonal: Kuwait City |
| Jet2.com                      | Birmingham, Leeds/Bradford, Manchester Seasonal: Belfast–International, East Midlands, Glasgow, Liverpool, London–Stansted (begins 27 November 2025), Newcastle upon Tyne |
| KLM                           | Amsterdam |
| LOT Polish Airlines           | Chicago–O'Hare, Istanbul, Olsztyn-Mazury, Paris–Orly, Tel Aviv, Warsaw–Chopin Seasonal: Bydgoszcz, Newark |
| Lufthansa                     | Frankfurt, Munich |
| Luxair                        | Luxembourg |
| Norwegian Air Shuttle         | Bergen, Copenhagen, Oslo, Stavanger, Stockholm–Arlanda, Trondheim |
| Pegasus Airlines              | Ankara, Antalya, İzmir |
| Ryanair                       | Aberdeen, Agadir, Alicante, Athens, Barcelona, Bari, Beauvais, Belfast–International, Bergamo, Birmingham, Bologna, Bournemouth, Bristol, Cagliari, Catania, Charleroi, Copenhagen, Dublin, East Midlands, Edinburgh, Eindhoven, Gdańsk, Girona, Glasgow, Gothenburg, Gran Canaria, Leeds/Bradford, Lisbon, Liverpool, London–Luton, London–Stansted, Madrid, Málaga, Malta, Manchester, Marseille, Memmingen, Milan–Malpensa, Naples, Newcastle upon Tyne, Palermo, Paphos, Pisa, Podgorica, Porto, Poznań, Riga, Rome–Ciampino, Sandefjord, Seville, Shannon, Stockholm–Arlanda, Szczecin, Tel Aviv, Tenerife–South, Thessaloniki, Tirana, Toulouse, Treviso, Valencia, Vienna Seasonal: Amman–Queen Alia, Ancona, Burgas, Castellón, Chania, Corfu, Dubrovnik, Faro, Fuerteventura, Lamezia Terme, Lourdes, Marrakech, Olbia, Palma de Mallorca, Perugia, Pescara, Prague, Rhodes, Rimini, Santorini, Trieste, Turin, Varna, Zadar |
| Scandinavian Airlines         | Copenhagen |
| Smartwings Poland             | Antalya |
| Sundor                        | Tel Aviv |
| SunExpress                    | Antalya |
| Swiss International Air Lines | Zürich |
| Turkish Airlines              | Istanbul |
| Wizz Air                      | Abu Dhabi, Barcelona, Basel/Mulhouse (begins 15 June 2025), Bergen (begins 17 June 2025), Bologna, Bucharest–Băneasa, Eindhoven, Genoa (begins 17 June 2025), Larnaca, London–Gatwick, London–Luton, Lyon, Málaga, Milan–Malpensa, Nice, Oslo, Rome–Fiumicino, Sofia (begins 16 June 2025), Stavanger, Tel Aviv, Valencia Seasonal: Heraklion, Split, Tirana |

## Приступ

### Воз
Приградска линија SKA1 саобраћа од аеродрома до главне железничке станице и даље до Вјеличке. Услуга је поново успостављена у септембру 2015. Потребно је око 17 минута да се стигне до центра града, и још 20 минута до Вјеличке.

### Аутобус
Јавни аутобуси повезују аеродром током дана и ноћи са главном железничком и аутобуском станицом и конгресним центром ICE.